# 钱塘诸氏琴谱
《錢塘諸氏琴譜》，古琴譜，清同治二年，諸可寶著。

## 琴譜介紹
這是一個十九世紀備忘的鈔本。只從琴曲《漁樵問答》的後記看出，它是清同治癸亥錢塘諸可寶（遲菊）校於崇明。書無序跋、琴論，只錄下《雙鶴聽泉》、《漁樵問答》、《平沙落雁》、《水龍吟》四曲。除《雙鶴聽泉》只用朱墨畫急連樂句符號，餘三曲均填有朱筆工尺。其《平沙》一曲，則兼用墨筆點板。